# 핀

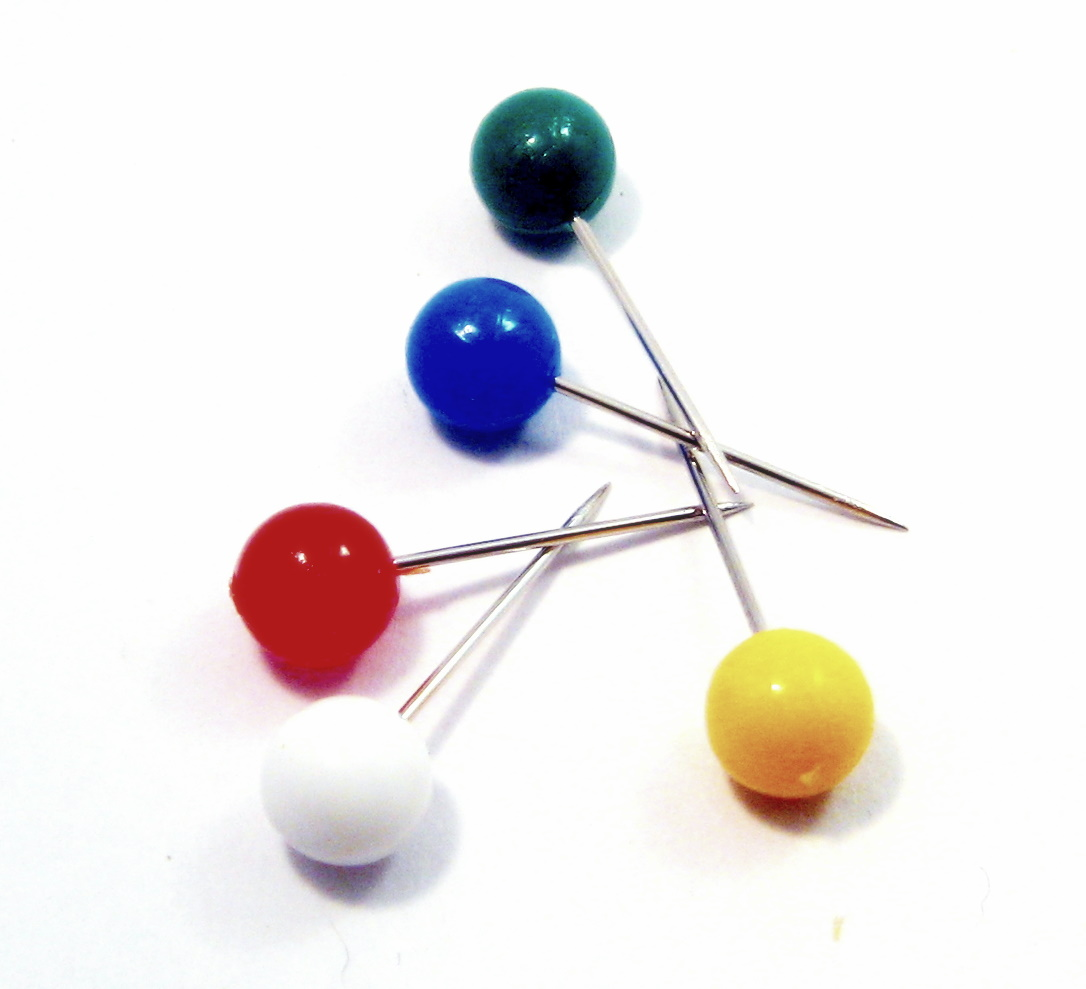
핀

핀(Pin)은 물건을 고정하는 데 사용되는 바늘 모양의 도구이다. 핀은 큰 힘이 걸리지 않는 부분을 고정하거나 결합시키는 것에 쓰이고, 재료는 거의 철강재에 쓰이는 것들이 있다.

## 같이 보기
- 바늘